# Holmegaard
Jusqu'au 1er janvier 2007, Holmegaard était une commune de l'île de Seeland située au Sud du Danemark.
Au recensement de 2005, la population était de 7442 personnes et la municipalité couvrait une superficie de 66 km2.
Depuis la réforme communale de 2007, la ville de Holmegaard est regroupée avec quatre communes périphériques :
- Fuglebjerg
- Fladså
- Næstved
- Suså

## Archéologie
C'est dans les tourbières d'Holmegaard que furent découverts des arcs en bois d'orme, datant de 8500 ans.

## Sources
1. ↑  « Loading... », sur archerie-primitive.com (consulté le 16 octobre 2023).